# Cavanillesia
Genre
Classification phylogénétique
Cavanillesia est un genre de plantes à fleurs de la famille des Bombacaceae selon la classification classique, ou de celle des Malvaceae selon la classification phylogénétique.
Cavanillesia platanifolia est une espèce en danger.

## Liste d'espèces
Selon BioLib (5 mars 2025) :
- Cavanillesia arborea (Willd.) K.Schum.
- Cavanillesia chicamochae Fern.Alonso
- Cavanillesia hylogeiton Ulbr.
- Cavanillesia platanifolia (Bonpl.) Kunth
- Cavanillesia umbellata Ruiz & Pav.

Selon NCBI (29 janv. 2016) :
- Cavanillesia chicamochae Fern. Alonso
- Cavanillesia platanifolia (Humb. & Bonpl.) Kunth
- Cavanillesia umbellata Ruiz & Pav.

Selon GRIN (29 janv. 2016) :
- Cavanillesia platanifolia (Humb. & Bonpl.) Kunth